# National Living Treasure (Australie)
National Living Treasure (Littéralement : Trésor national vivant) est un statut créé et mis à jour occasionnellement par la division de la Nouvelle-Galles du Sud du National Trust of Australia, attribué à un maximum de 100 personnes vivantes. Les lauréats ont été élus par vote populaire pour avoir apporté une contribution exceptionnelle à la société australienne dans n'importe quel domaine de l'activité humaine.

## Histoire
En 1997, le National Trust of Australia (NSW) a lancé un appel à candidatures auprès du public pour la sélection de 100 trésors vivants australiens, chaque candidature comptant pour un vote. Les candidats devaient être vivants et avoir apporté une contribution substantielle et durable. Le choix de ceux qui ont été nommés Trésors nationaux vivants a été fait par plus de 10 000 Australiens qui ont voté. Leurs votes ont déterminé le choix des lauréats. La première liste des 100 trésors vivants a été publiée en 1997. Phillip Adams, lui-même nommé Trésor national, a donné son avis dans un article publié à l'occasion de la Journée de l'ANZAC en 2015 : lorsque la liste a été publiée pour la première fois en 1997, la plupart des gens ont été amusés de découvrir qu'ils étaient nommés ; il a proposé une liste alternative pour « célébrer ceux qui nous rendent heureux ».
En 2004, la liste a été actualisée avec 15 nouveaux noms, à la suite du décès de certaines personnes figurant sur la liste et de l'exclusion de l'ancien juge Marcus Einfeld (en) qui a été emprisonné après sa retraite pour parjure et entrave à la justice dans le cadre d'un excès de vitesse,, selon un processus identique à celui utilisé en 1997 : une nomination et un vote publics.
Le 23 janvier 2012, le National Trust of Australia (NSW) s'est associé au magazine Woman's Day (en) pour lancer une recherche à l'échelle nationale de sept nouveaux Trésors vivants nationaux. Ils ont été annoncés, dans la controverse, le 4 mars 2012, lorsque le National Trust a refusé d'approuver l'inscription par la branche NSW du magnat minier Clive Palmer comme l'un des membres,. Graeme Blackman, le président du Conseil australien des National Trusts, a déclaré : « Je vous le dis, en tant que président, ce n'est pas parrainé par le National Trust au niveau national. ». Cependant, le lendemain, il a été rapporté que « le président du trust, Ian Carroll, a déclaré que les titres reconnaissaient que la culture du pays allait au-delà de nos bâtiments et de notre patrimoine naturel ». Il a été révélé par la suite que le vote en faveur de Palmer avait été manipulé, un certain nombre de courriels internes ayant été envoyés au personnel de son entreprise, à leur famille et à leurs amis, les incitant à voter pour le « Professeur Clive Palmer ».
Le 30 juillet 2014, le conseil d'administration du National Trust of Australia (NSW) a voté pour retirer Rolf Harris de la liste après sa condamnation pour 12 accusations d'attentat à la pudeur entre 1969 et 1986 et pour lui retirer également le prix. Harris avait fait partie des 100 premiers Australiens sélectionnés pour cet honneur en 1997.

## Liste actuelle
Les 76 personnes encore en vie figurant sur la liste de 2014 qui comptait à l'origine 93 personnes vivantes sont, par ordre alphabétique :
1. Phillip Adams, humaniste, commentateur social
2. Dame Marie Bashir, gouverneur de la Nouvelle-Galles du Sud, professeur
3. John Bell, acteur
4. Geoffrey Blainey, professeur, historien
5. Raelene Boyle, coureur olympique, commentatrice sportive
6. Frank Brennan (en), commentateur social
7. Bob Brown, homme politique, militant des Verts australiens
8. Julian Burnside (en), avocat, défenseur des droits des réfugiés, auteur
9. Tim Costello (en), militant social, commentateur
10. Bill Crews (en), militant social
11. Russell Crowe, acteur
12. Judy Davis, actrice
13. Sir William Deane, juge de la Haute Cour et gouverneur général d'Australie
14. Ernie Dingo, personnalité de la télévision australienne aborigène
15. Mick Dodson (en), responsable aborigène australien
16. Pat Dodson (en), militant, responsable et homme politique aborigène australien
17. Peter Doherty, immunologiste, professeur, lauréat du prix Nobel
18. Ted Egan (en), musicien, militant, administrateur
19. Herb Elliott, coureur olympique
20. John Farnham, artiste
21. Dawn Fraser, nageuse olympique, femme politique
22. Ian Frazer, scientifique
23. Cathy Freeman, sportive australienne aborigène, coureuse olympique
24. Peter Garrett, homme politique, chanteur et militant social
25. Jennie George, dirigeante du Conseil australien des syndicats, femme politique
26. Evonne Goolagong, joueuse de tennis australienne aborigène
27. Shane Gould, nageur olympique
28. Germaine Greer, écrivain, militante sociale
29. John Hatton (en), homme politique indépendant de Nouvelle-Galles du Sud
30. Peter Hollingworth, archevêque de Brisbane, gouverneur général
31. Gabi Hollows (en), militante sociale, philanthrope
32. Janet Holmes à Court (en), chef d'entreprise, philanthrope
33. John Howard, homme politique, Premier ministre
34. Barry Humphries, artiste
35. Barry Jones (en), homme politique, auteur, polymathe
36. Paul Keating, Premier ministre
37. Thomas Keneally, écrivain
38. Cheryl Kernot (en), femme politique
39. Nicole Kidman, actrice
40. Michael Kirby (en), avocat, juge, commentateur social
41. Karl Kruszelnicki (en), scientifique, auteur, personnalité du monde des médias
42. Rod Laver, joueur de tennis
43. Michael Leunig, caricaturiste, commentateur social
44. David Malouf, romancier
45. Garry McDonald (en), acteur
46. Walter Mikac, défenseur des survivants de la tuerie de Port-Arthur (Australie)
47. Kylie Minogue, chanteuse, actrice
48. Graeme Murphy (en), danseur, chorégraphe
49. John Newcombe, joueur de tennis, commentateur de télévision
50. Greg Norman, golfeur, homme d'affaires
51. Sir Gustav Nossal (en), scientifique, administrateur
52. Lowitja O'Donoghue (en), responsable aborigène australien
53. Pat O'Shane (en), magistrat, leader aborigène australien[9]
54. Clive Palmer, magnat de l'industrie minière[10], placé sur la liste après que son personnel ait reçu l'ordre de voter pour lui[7]
55. Mary Paton (en), fondatrice de l'Association des mères infirmières.
56. Noel Pearson, responsable aborigène australien
57. Kieren Perkins, nageur olympique, commentateur de télévision
58. Patrick Rafter, joueur de tennis
59. Henry Reynolds, historien
60. Ken Rosewall, joueur de tennis
61. Dick Smith (en), homme d'affaires, commentateur social
62. Fiona Stanley (en), médecin
63. Richard Tognetti, violoniste et chef d'orchestre
64. Anthony Warlow (en), chanteur
65. Gai Waterhouse (en), entraîneur de chevaux de course
66. Steve Waugh, joueur de cricket
67. Robyn Williams (en), vulgarisateur scientifique
68. David Williamson, dramaturge
69. Tim Winton, romancier
70. Fiona Wood, médecin
71. Roger Woodward (en), pianiste
72. John Yu (en), médecin
73. Galarrwuy Yunupingu (en), leader aborigène australien

## Morts
- Betty Archdale (en), joueuse de cricket, éducatrice (morte en 2000)
- Faith Bandler (en), universitaire, militante et défenseur des droits (morte en 2015)
- Nancy Bird Walton, aviatrice (morte en 2009)
- Arthur Boyd, artiste (mort en 1999)
- Sir Jack Brabham, champion du monde de Formule 1 (mort en 2014)
- Sir Donald Bradman, joueur de cricket (mort en 2001)
- Don Burrows (en), musicien de jazz (mort en 2020)
- Harry Butler (en), naturaliste et défenseur de l'environnement (mort en 2015)
- Ruth Cracknell (en), actrice de théâtre, de cinéma et de télévision (morte en 2002)
- Bart Cummings (en), entraîneur de chevaux de course (mort en 2015)
- Betty Cuthbert, coureur olympique (mort en 2017)
- Sir Roden Cutler, héros de la Seconde Guerre mondiale, gouverneur de la Nouvelle-Galles du Sud (mort en 2002)
- Don Dunstan, Premier ministre d'Australie-Méridionale, commentateur social (mort en 1999)
- Slim Dusty, chanteur, animateur (mort en 2003)
- Malcolm Fraser, ancien Premier ministre d'Australie (mort en 2015)
- Margaret Fulton (en), écrivain, spécialiste de l'alimentation (mort en 2019)
- Catherine Hamlin, médecin (morte en 2020)
- Hazel Hawke (en), militante sociale (morte en 2013)
- Basil Hetzel (en), chercheur en médecine, défenseur de la santé publique (mort en 2017)
- Donald Horne (en), universitaire, écrivain, auteur deThe Lucky Country (mort en 2005)
- Robert Hughes, critique d'art, auteur (mort en 2012)
- Elisabeth Jolley, auteur (morte en 2007)
- Caroline Jones (en), personnalité de la télévision, commentatrice sociale (morte en 2022)
- Ian Kiernan (en), homme d'affaires, militant social (mort en 2018)
- Dame Leonie Kramer (en), universitaire, femme d'affaires (morte en 2016)
- John Landy, athlète olympique, gouverneur de Victoria (mort en 2022)
- Jimmy Little (en), chanteur aborigène australien, (mort en 2012)
- Ted Mack (en), homme politique, commentateur social (mort en 2018)
- Edward (Ted) Matthews (en), militaire de la Première Guerre mondiale et dernier survivant de Gallipoli (mort en 1997)
- Colleen McCullough, auteur, écrivain (mort en 2015)
- Jack Mundey (en), responsable syndical (mort en 2020)
- Leslie Murray, poète (mort en 2019)
- Dame Olivia Newton-John, chanteuse, actrice (morte en 2022)
- Sir Marcus Oliphant, physicien, gouverneur d'Australie-Méridionale (mort en 2000)
- Margaret Olley (en), artiste (morte en 2011)
- Charles Perkins, responsable aborigène australien (mort en 2000)
- Peter Sculthorpe, musicien et compositeur (mort en 2014)
- Mum Shirl, militante aborigène australienne (morte en 1998)
- Dame Joan Sutherland, chanteuse d'opéra (morte en 2010)
- Mavis Taylor (en), humanitaire (morte en 2007)
- Tom Uren (en), homme politique (mort en 2015)
- Sir Alan Walker (en), , commentateur social, militant (mort en 2003)
- Morris West, auteur (mort en 1999)
- Gough Whitlam, ancien Premier ministre (mort en 2014)
- Margaret Whitlam (en), militante sociale (morte en 2012)
- R. M. Williams (en), homme d'affaires (mort en 2003)
- Judith Wright, poète (morte en 2000)

## Exclus de leur vivant
- Marcus Einfeld (en), ancien juge ; exclus en 2008[11]
- Rolf Harris, artiste ; exclus en 2014[8]

## Listes associées
- Le ministère de la culture et des arts de l'Australie-Occidentale a établi une liste des Trésors vivants de l'État, récompensés en 1998, 2004 et 2015 pour « honorer les figures influentes de la communauté artistique », « reconnaître la capacité des artistes à mobiliser, émouvoir, impliquer et divertir le public. Ils rendent hommage aux compétences, à l'imagination et à l'originalité de l'artiste » et « honorent les artistes dont l'œuvre de toute une vie a amélioré la vie artistique et culturelle de l'Australie occidentale, en inspirant d'autres artistes et en enrichissant la communauté »[12].